# Wing Nuts
Wing Nuts (modo di dire traducibile "fuori di testa", ma anche un gioco di parole con wing "ala"), a volte sottotitolato Wing Nuts: Battle in the Sky, è un videogioco sparatutto su rotaia con aerei della prima guerra mondiale, pubblicato nel 1995 per MS-DOS dalla sviluppatrice Rocket Science Games e dalla BMG Interactive. Si basa interamente su filmati in full motion video realizzati con riprese digitalizzate e attori reali.
La Rocket Science Games pubblicò tre giochi dello stesso genere in rapida successione: Loadstar, Cadillacs and Dinosaurs e infine Wing Nuts. Tutti furono annunciati, ma mai realizzati, anche per 3DO Interactive Multiplayer.

## Trama
Un pilota statunitense è in licenza nella campagna francese con la sua bella quando un commilitone lo avverte che l'aviazione tedesca sta attaccando la vicina base aerea alleata. Effettua lo scramble con un Sopwith Camel e affronta numerosi aerei tedeschi. Nelle successive missioni dovrà abbattere anche un pallone frenato, uno zeppelin del comando tedesco e infine il triplano del Barone Rosso.

## Modalità di gioco
Wing Nuts si svolge sempre tramite filmati preregistrati, sia negli intermezzi sia nell'azione di gioco, dove vengono sovrapposti alcuni elementi grafici generati in tempo reale. L'azione consiste in combattimenti aerei tra il velivolo del protagonista e un velivolo tedesco alla volta. Mentre il pilotaggio avviene sempre in automatico, si alternano fasi di attacco e di difesa fino all'esaurimento della barra dell'energia di uno dei due aerei.
In attacco la visuale è in prima persona davanti all'aereo e il giocatore controlla un mirino per mitragliare l'avversario inseguito, finché questo non viene abbattuto o riesce a uscire dal campo visivo. I proiettili sono illimitati, ma l'arma si può surriscaldare se si spara troppo in continuazione. In alcune occasioni si devono colpire altri tipi di bersagli gettando bombe, sempre utilizzando un mirino. Possono inoltre apparire dei power-up volanti, da raccogliere sparandogli.
In difesa la visuale è sul retro del proprio aereo inseguito dal nemico e si controlla un puntatore, da spostare verso i bordi dello schermo per poter fare una manovra evasiva e ritornare alla fase di attacco. La manovra riesce bene se si preme il pulsante quando il puntatore è verde. Se si perde tempo o si preme al momento sbagliato, si subisce il fuoco nemico.
In caso di abbattimento del proprio aereo si perde una vita. Se non è l'ultima, gli intermezzi mostrano il pilota che scampa allo schianto e riesce a tornare alla base. Ci sono in tutto sei missioni.

## Filmati
La parte cinematografica è scritta e diretta da Sam Nicholson. L'attore protagonista è Eddie McClintock. Il sonoro è disponibile solo in inglese senza sottotitoli.
I filmati non mostrano mai sangue e hanno toni da commedia, con personaggi come il Barone Rosso in versione caricaturale. Inoltre quando si rigioca una missione già affrontata, il suo filmato introduttivo viene riprodotto con un diverso doppiaggio, assurdo e comico.
La risoluzione video, anche per la sua epoca, non era elevata; in compenso ciò permetteva di mostrare animazioni fluide anche su computer non particolarmente potenti.

## Accoglienza
Wing Nuts e i due giochi simili della Rocket Science Games, Loadstar e Cadillacs and Dinosaurs, furono preceduti da molto clamore, ma si rivelarono un fuoco di paglia e all'epoca vendettero meno di 20 000 copie ciascuno, infatti successivamente la Rocket Science abbandonò questo tipo di produzioni.
La critica dei suoi tempi spesso apprezzò molto l'atmosfera e l'aspetto cinematografico di Wing Nuts, mentre non fu entusiasta della giocabilità e della longevità limitate, essendo l'azione semplice e ripetitiva e il numero di missioni ridotto. Arrivò comunque a ricevere un giudizio di 890/1000 dalla rivista K, che ne apprezzava anche l'immediatezza di gioco, mentre tra i giudizi più mediocri, per i motivi suddetti, ci furono quelli di Génération 4 (2/5) e di Power Play (59%), che comunque lo ritenne il migliore del trio di giochi della Rocket Science.